# IC 520
IC 520 est une galaxie spirale située dans la constellation de la Girafe. Sa vitesse par rapport au fond diffus cosmologique est de 3 529 ± 12 km/s, ce qui correspond à une distance de Hubble de 52,1 ± 3,7 Mpc (∼170 millions d'al). IC 520 a été découverte par l'astronome américain Lewis Swift en 1888.
Aucune barre n'est visible, ni même un début de barre, au centre de cette galaxie. Le classement de galaxie spirale intermédiaire par le site de la NASA/IPAC et par HyperLeda semble incorrect et celui de galaxie spirale barrée par Steinicke est surement une erreur.
La classe de luminosité de IC 520 est I-II et elle présente une large raie HI. IC 520 est aussi une galaxie LINER, c'est-à-dire une galaxie dont le noyau présente un spectre d'émission caractérisé par de larges raies d'atomes faiblement ionisés.
À ce jour, quatre de mesures non basées sur le décalage vers le rouge (redshift) donnent une distance de 43,050 ± 4,599 Mpc (∼140 millions d'al), ce qui est tout juste à l'extérieur des valeurs de la distance de Hubble.

## Groupe d'IC 520
IC 520 est la plus brillante galaxie d'un groupe de galaxies qui porte son nom. Le groupe d'IC 520 renferme au moins trois autres galaxies, soit NGC 2614, NGC 2629 et NGC 2646.